# 非常家庭
《非常家庭》（英語：F.COMPO）是北条司的日本漫畫作品，1996年至2000年之間在集英社青年漫畫雙週刊《漫畫ALLMAN》連載（1996年第10號至2000年第23號），是北条司第五套連載漫畫作品（繼《Rash!!探長女神醫》之後）。除了雙週刊連載外，該系列也在「SC ALLMAN」品牌之下發行了14本單行本。
《變奏家族》雖然是青年漫畫作品中常見的家庭喜劇風格作品，故事的人物背景卻是建立在一個有異裝癖、性別倒錯、同性恋的家庭上，是一般青年漫畫較不會涉及的另類風格作品。

## 劇情大綱
主角柳葉雅彥在上大学前一个月，遇到父親因事故身亡的變故，而搬去與原本已全無聯繫、已故的母親之弟一家人同住。在搬入若苗家之後雅彥才領悟到母親之所以與舅舅斷絕往來，是因為若苗一家是奇特的性別倒錯家庭，包含了以家庭主婦之姿生活的舅舅若苗紫（原名「龍彥」），其配偶、作男性打扮但生理上其實是女性的若苗空（原名「春香」），還有實際上性別莫辨的表妹紫苑。劇情故事是以柳葉與若苗一家、雅彥與紫苑所共同參加的大學社團，與春風空漫畫工作室的人們等場合的生活互動為主軸，所展開的一連串生活喜劇與戀愛故事。

## 角色簡介

### 主要角色
柳葉雅彥
故事主角，是生理男性。即將升大學的學生，由於母親罹癌早逝、父親忙於工作，對有關於家庭的記憶幾乎是空白。在父親過世之後被舅母若苗紫收養，進入了若苗家庭後，才知道若苗紫是其變了性的舅父，而其配偶、外表與成年男子無異的若苗空則是自己的舅母。一開始完全不能接受這個家庭，但在感受到家庭的溫暖後，逐漸融入了他們。
原本的性格循規蹈矩。在大學期間就讀經濟系，參加電影研究社並以雅美之名擔任影片女主角，之後便時不時地會扮女裝，以女性身份活動時個性較為外放。頗受大眾戀慕。
在錄影帶出租店、家庭餐廳等多個地方打工。
身高168.5公分，體重48.2公斤，以北条的漫畫作品男主角而言是體型較小的。
若苗紫苑
柳葉雅彥的「表妹」，紫與空的孩子，生理性別不明，也從不表明自己的性別，她的性別是本作中最大的謎團，直到結局仍無公開。男性時的名字是鹽谷。
受到父母影響、成長過程中的服裝經常變化，性別認同也經常轉換。在小學一至二年級是女性，三至四年級是男性，小學五年級以後是女性。故事開始時是高三生，多以女性外表示人，考大學前改以男性裝扮。
多數時候的氣質較為陽剛，有時也有女性化的一面。擅長棒球，不擅長家務，經常爬過屋頂到雅彥的房間。
若苗紫
若苗紫苑的母親，原生性別是男性。柳葉雅彥的「舅母」，是雅彥的母親的弟弟，但已經斷絕關係。有進行隆胸手術，但沒有去除陰莖。男性身份時、以及駕照上的姓名是若苗龍彥。
女校畢業，專職家庭主婦，駕駛技術拙劣，不會右轉。個性相當溫柔。與空之間有著堅定深厚的感情。
若苗空
若苗紫苑的父親，是生理女性，作男性打扮，性別認同為男性。柳葉雅彥的「舅父」。原姓菊地名春香，高知縣人。
職業是漫畫家，筆名為春風空，作品皆是熱血少年漫畫，旗下助手皆是跨性別女性，作品有改編成動畫和電影。
自小性格就十分剛烈，在高中三年級時離家出走，十八年沒有回鄉過。月經非常不穩定，對去婦科非常排斥。

### 辰巳相關
真朱辰巳
黑道老大，生理男性，是雙性戀，春風空的漫畫粉絲。
對雅美一見鍾情，即使在知道他的男性身份後依舊戀慕。甚至不惜誘騙雅美下海當陪酒女
是薰的父親，但兩者無血緣關係。
真朱薰
生理女性，心理認同是男性、穿男裝。是雙性戀。
性格嬌縱、衝動，曾偽裝成雅彥在外勾引年輕女子，過著吸菸、打架、喝酒、賭博、無照駕駛荒唐的生活。因為和父親鬧翻、暫住過若苗家一段時間。輟學期間曾組織過樂團，因故解散之後又與三位盲人樂手組團並嘗試街頭表演。
真朱早紀
薰的生母，表面溫柔且有禮貌，實際上為了自辰巳手中騙取養育費而不惜利用自己的女兒。
早年為了辰巳的前途，向眾多男子出賣身體，因此對辰巳愛恨交織。
葵
生理男性，跨性別女性，相當愛戀辰巳。

### 柳葉雅彥相關
淺岡葉子
與雅彥同高中的生理女性，性格較為陽剛，男性裝扮有如寶塚歌劇團演員。自告奮勇地想成為空的漫畫助手。在雅彥扮成女性後，發現自己喜歡上男性裝扮的雅彥。
住處十分凌亂。父親已經逝世，母親在奧多摩經營旅館，童年境遇與雅彥相似。
仁科耕平
生理男性，同性戀。在看了雅美的電影後對他一見鍾情。

### 電影研究社相關
江島卓也
電影研究社的社長，生理男性，志願是成為職業演員。雅彥的好友，是雅彥螢幕初吻的對象(隔著膠布)。
導演
本名不詳，戴著導演帽和墨鏡的男性。
藤崎茜
電影研究社新入社員，生理女性，女同性戀。喜歡雅美，認為雅彥是雅美穿男裝的樣子。

### 若苗空相關
菊地順子
若苗空的妹妹，因為即將與縣會議員的兒子新婚而找上空，希望他能出席自己的婚禮。在結局時已有孩子。
父親
若苗空與菊地順子的父親，本名不詳。高中訓導主任，嚴格反對空的跨性別舉動、也反對他成為漫畫家。
母親
若苗空與菊地順子的母親，本名不詳。個性和善。
奧村憲司
空的青梅竹馬，居酒屋老闆。是鰥夫，有一女兒章子。因為喜歡順子，在其結婚前阻止並與之告白。

### 漫畫編輯與助手相關
森
若苗空的漫畫編輯，性格非常嚴肅，在截稿日將近時個性形同魔鬼。
新潟和子
生理男性、跨性別女性，喜歡生理男性。身材高大，是助手中資歷最長的。有妻子和孩子，男性的名字是新潟和人。
中村浩美
生理男性、跨性別女性。長髮，除了漫畫以外也在夜總會和同志酒吧兼職。單身、以性騷擾雅彥為樂。在網路上以女性身份交友。
山崎真琴
生理男性、跨性別女性。戴眼鏡、短髮。不擅長使用電腦。
橫田進
雅彥讀高中時的學長，是很陽剛的男性，曾是空的助手、後來停職到美國變性，回來時已是女性。
古屋公弘
浩美以電子郵件相往來的網友，自稱大學四年級、田徑選手，實際上因為交通意外已經癱瘓一年。與浩美見面後，改以帕拉林匹克運動會為目標。
古屋朋美
古屋公弘的妹妹。

### 若苗紫相關
八木京子
若苗紫的中學同學，曾給龍彥寫過情書，但沒有寄出。與丈夫有名無實。

### 若苗紫苑相關
齊藤玲子
紫苑以前的同學，初戀情人是男性外表的紫苑。
中村光浩/浩美
生理男性、跨性別女性。是女性身分的紫苑的初戀情人。
松下敏史
職業棒球選手，和小學五年級以前的紫苑是棒球上的勁敵。
理沙
紫苑的高中同學。
美菜
紫苑的高中同學。
淺蔥藍
紫苑以前的同學，生理女性，外號「蔥花頭」，是男性身份的紫苑的初戀對象。兩人因轉學之故分離，又在同所大學重逢，即使不知道紫苑的性別也戀慕著他，但喜歡男性的紫苑。

## 各話標題一覧
本作第1話、第2話…是以1st.day、2nd.day…表示。
1. 1
2. 死亡快車
3. 掃墓
4. 父與子
5. 若苗家的新房客
6. 薰的計謀

1. 邁向男人的第一步
2. 偽裝家族
3. 工作中的爸爸
4. 葉子的處女大作戰
5. 葉子的變身
6. 兩人的生日宴會
7. 電子情人
8. 投給敵人勝利的球
9. 辰巳的願望
10. 辰巳的表白
11. 媽媽的形象
12. 早紀的誘惑
13. 薰的表白
14. 父女的價值
15. 紫苑的第一志願
16. 兩人的取材旅行
17. 雅美拍賣會
18. 恐怖的跟蹤變態
19. 紫苑誕生
20. 替代約會
21. 各自的聖誕節節目
22. 擦身而過的平安夜
23. 相似同伴
24. 紫苑的考試
25. 紫苑的畢業旅行
26. 紫苑跟雅彥共渡一夜
27. 出外靠朋友
28. 雅彥 孤軍奮戰
29. 迷樣的成人式
30. 男? 女?
31. 入社攻防戰
32. 腳
33. 薰的出路
34. 失樂園
35. 父親的心
36. 離開父母、離開小孩
37. 遙遠的鄰近東京
38. 母女關係
39. 衝突
40. 一天老闆娘
41. 恐怖的迎新會
42. 再會
43. 淺蔥來訪
44. 淺蔥的作戰計劃
45. 是男是女?
46. 一天的戀人
47. 雅彥的劇情大綱
48. 改變情結
49. 淺蔥的反擊
50. 奧多摩的分手
51. 家族

## 出版書籍
日本
- 《SC ALLMAN》（集英社）

| 卷數 | 集英社         | 集英社             | 大然文化       | 大然文化           |
| 卷數 | 發售日期       | ISBN               | 發售日期       | ISBN               |
| ---- | -------------- | ------------------ | -------------- | ------------------ |
| 1    | 1997年4月23日  | ISBN 4-08-878076-0 | 1998年8月13日  | ISBN 957-253-867-8 |
| 2    | 1997年9月24日  | ISBN 4-08-878077-9 | 1998年9月1日   | ISBN 957-253-962-0 |
| 3    | 1998年1月24日  | ISBN 4-08-878201-1 | 1998年11月1日  | ISBN 957-254-050-3 |
| 4    | 1998年4月22日  | ISBN 4-08-878211-9 | 1999年2月2日   | ISBN 957-254-280-4 |
| 5    | 1998年7月20日  | ISBN 4-08-878222-4 | 1999年4月1日   | ISBN 957-254-480-8 |
| 6    | 1998年10月24日 | ISBN 4-08-878235-6 | 1999年5月2日   | ISBN 957-254-505-8 |
| 7    | 1999年1月24日  | ISBN 4-08-878248-8 | 1999年6月3日   | ISBN 957-254-562-1 |
| 8    | 1999年4月24日  | ISBN 4-08-878254-2 | 1999年8月4日   | ISBN 957-254-634-5 |
| 9    | 1999年8月24日  | ISBN 4-08-878266-6 | 1999年10月22日 | ISBN 957-254-838-7 |
| 10   | 1999年11月24日 | ISBN 4-08-878274-7 | 2000年3月6日   | ISBN 957-255-040-3 |
| 11   | 2000年2月23日  | ISBN 4-08-878284-4 | 2000年9月1日   | ISBN 957-255-431-9 |
| 12   | 2000年5月24日  | ISBN 4-08-878294-1 | 2000年12月2日  | ISBN 957-255-633-7 |
| 13   | 2000年8月23日  | ISBN 4-08-878303-4 | 2001年2月1日   | ISBN 957-255-677-0 |
| 14   | 2001年1月24日  | ISBN 4-08-878321-2 | 2001年4月1日   | ISBN 957-256-110-2 |

- 《Zenon Comic DX》（德間書店）單行本全11卷。

| 卷數 | 德間書店       | 德間書店               | 玉皇朝         | 玉皇朝                 |
| 卷數 | 發售日期       | ISBN                   | 發售日期       | ISBN                   |
| ---- | -------------- | ---------------------- | -------------- | ---------------------- |
| 1    | 2011年7月20日  | ISBN 978-4-19-980027-6 | 2022年5月16日  | ISBN 978-988-8783-22-9 |
| 2    | 2011年8月20日  | ISBN 978-4-19-980032-0 | 2022年6月9日   | ISBN 978-988-8783-23-6 |
| 3    | 2011年9月20日  | ISBN 978-4-19-980039-9 | 2022年7月22日  | ISBN 978-988-8783-53-3 |
| 4    | 2011年10月20日 | ISBN 978-4-19-980045-0 | 2022年8月9日   | ISBN 978-988-8783-54-0 |
| 5    | 2011年11月19日 | ISBN 978-4-19-980050-4 | 2022年9月26日  | ISBN 978-988-8783-55-7 |
| 6    | 2011年12月20日 | ISBN 978-4-19-980055-9 | 2022年11月1日  | ISBN 978-988-8783-56-4 |
| 7    | 2011年12月20日 | ISBN 978-4-19-980056-6 | 2022年11月30日 | ISBN 978-988-8783-57-1 |
| 8    | 2012年1月20日  | ISBN 978-4-19-980060-3 | 2023年1月2日   | ISBN 978-988-8783-58-8 |
| 9    | 2012年1月20日  | ISBN 978-4-19-980061-0 | 2023年1月18日  | ISBN 978-988-8783-59-5 |
| 10   | 2012年2月20日  | ISBN 978-4-19-980067-2 | 2023年2月28日  | ISBN 978-988-8783-60-1 |
| 11   | 2012年2月20日  | ISBN 978-4-19-980068-9 | 2023年3月21日  | ISBN 978-988-8783-61-8 |

台灣
- 《混亂家庭》單行本全14集 林立出版（長鴻出版社）盜版

香港
- 《搞怪家庭》單行本全14集（玉皇朝）

新加坡
- 《反串家族》單行本全14集